# Janerik Larsson
Janerik Larsson, född 10 september 1944 i Helsingborg, är en svensk journalist, författare, borgerlig opinionsbildare och konsult. Han har tilldelats Stora journalistpriset (1980) och har tidigare varit bland annat vice VD på Kinnevik och Svenskt Näringsliv. Han spelade även en roll för det svenska inträdet i EU och för kampen mot löntagarfonderna. Från hösten 2010 till maj 2024 var han seniorkonsult på Prime.
Enligt Kungliga bibliotekets sökmotor LIBRIS har Larsson skrivit, bidragit till och varit redaktör för närmare 50 böcker, skrifter och antologier.
Snarare än att vara en person i rampljuset anses Larsson av många vara en så kallad dold makthavare. Den borgerlige bloggaren Dick Erixon kallar Larsson för "den dolde mästaren i frihetlig opinionsbildning" och "en viktig arkitekt för att bereda marken för Allianssamarbetet".
Han är sedan 1978 gift med Gunilla Hedlin.

## Biografi
Larsson växte upp i Höganäs. Han började sin karriär 1966 som reporter på Kvällsposten. Under 1970-talet var han verksam som ledarskribent på Sydsvenska Dagbladet. Åren 1973 och 1974 studerade han vid Stanford University, USA, som Professional Journalism Fellow.
I januari 1980 tog Larsson över ledarskapet för SAF-tidningen, vilket han i december samma år belönades för med Stora Journalistpriset. Åren 1987–1995 var han informationschef för Svenska Arbetsgivareföreningen (SAF). Under sitt sista år på SAF var han en av nyckelpersonerna bakom kampanjen Ja till Europa som verkade för ett svenskt inträde i Europeiska unionen (EU).
Ungefär samtidigt som Sverige gick med i EU i januari 1995 värvades Larsson av finansmannen Jan Stenbeck till posten som vice VD för Industriförvaltnings AB Kinnevik, det centrala investmentbolaget i den så kallade Stenbecksfären. Kinneviks förvaltning omfattade bolag såsom pappersbruket Korsnäs, försäkringsrörelsen Moderna Försäkringar, jordbruket Mellersta Sveriges Lantbruk, telekomoperatören NetCom (som i dag heter Tele2), medieföretaget MTG och gratistidningen Metro.
Efter fyra år på Kinnevik började han 1999 som senior partner på kommunikationsföretaget Kreab (i dag Kreab Gavin Anderson). År 2005 gick han tillbaka till arbetsgivarrörelsen. Efter att ha arbetat nära före detta riksbankschefen Urban Bäckström på Skandia Liv blev Larsson vice VD på Svenskt Näringsliv när Bäckström tillträdde som ny VD efter Ebba Lindsö.
Larsson har vid flera tillfällen sagt att när han började på Svenskt Näringsliv, som bildades efter en sammanslagning av SAF och Sveriges Industriförbund, är det enda som är sig likt sedan hans tid på SAF föreningens organisationsnummer. Hösten 2010 började han på sitt nuvarande jobb som seniorkonsult på Prime PR och sedan 2011 som rådgivare till Stiftelsen Fritt Näringsliv.

## Personligt
Larssons födelsenamn är Jan-Erik, men som ledarskribent valde han att kalla sig "Janerik Larsson" för att hans för- och efternamn skulle vara lika långa och ge en symmetrisk byline.
I vänboken Med öppet visir utgiven av Ekerlids Förlag till Larssons 65-årsdag beskrivs Larsson av Urban Bäckström som den svenska samhällsdebattens Hercule Poirot för sin nyfikenhet, vilja att förstå sammanhang och upptäcka detaljer. Han skildras även som "en politisk buddha" och som "ovanligt beläst"  och "ovanligt produktiv". Till vänboken har, förutom Bäckström, bland andra Signhild Arnegård Hansen, Tove Lifvendahl, Lars Gustafsson, Ulla Hamilton, Staffan Heimerson, Anders Johnson, Johan Norberg, Susanna Popova och Peter Wolodarski bidragit med texter.
Larsson har beskrivits som mycket påläst. När en tidningsleverans var försenad på jobbet en morgon ska han ha utbrustit: "Jag kan leva utan vatten, men inte utan The Economist."